# Nothopegia castanaefolia
Nothopegia castanaefolia là một loài thực vật thuộc họ Anacardiaceae. Đây là loài đặc hữu của Ấn Độ.